# Кандык японский
Канды́к япо́нский (лат. Erythronium japonicum, яп. 片栗) — вид цветковых растений рода Кандык (лат. Erythronium).

## Ботаническое описание
Эфемероидное многолетнее травянистое луковичное растение высотой 16—20 см. Размер луковицы 5—6 × ок. 1 см. У основания луковицы имеются дочерние луковицы (детки). Листья супротивные, узковатые, пятнистые, 10—11 × 2,5—6,5 см. Основание листа клиновидное, его конец тупой, острый или колючий. Цветки одиночные, на длинных цветоножках, ярко-розового цвета, у основания околоцветника с трёхлопастным чёрном пятном. Цветоножка 3—4 см длиной. Листочки околоцветника имеют размеры 50—60 (редко 35) × 5—11 мм. Пыльники чёрные, тычиночные нити нерасширающиеся, менее 1 мм длиной. Плод — обратнояйцевидная коробочка с тремя тупыми рёбрами. Цветёт в мае-июне (по другим данным, с апреля по май).
Хромосомный набор 2n = 24.
|                                                                                               |  |  |  |
| Слева направо: общий вид молодого растения с бутоном, листья, цветок, плоды кандыка японского |  |  |  |

## Ареал и местообитание
Основной ареал данного вида кандыка находится в Японии, на полуострове Корея. В России встречается на острове Сахалин, на Курильских островах. Обнаружен на северо-востоке Китая.
Обитает на разнотравных лугах, горных лужайках, иногда образуя крупные куртины.

## Охранный статус
Сокращающийся по численности вид. Вымирает в связи с внедрением сельского хозяйства в местах произрастания, сбором на букеты во время цветения, выкапыванием луковиц садоводами.

## Хозяйственное значение и применение
Изредка используется в качестве декоративного растения в каменистых садах и других посадках.
Раньше растение (по-японски, 片栗, катакури) использовалось для приготовления крахмала, в связи с чем само слово «крахмал» (片栗粉、катакурико), буквально означает «порошок катакури», хотя в настоящее время изготавливается из картофеля.

## Синонимика
- Erythronium japonicum Poit.
- Erythronium japonicum f. album C.F. Fang
- Erythronium japonicum f. immaculatum P.Y.Fu & Q.S.Sun
- Erythronium japonicum f. immaculatum Q.S.Sun
- Erythronium japonicum var. leucanthum I.Yamam. & Tsukam.
- Erythronium japonicum f. leucanthum (I.Yamam. & Tsukam.) Okuyama[1]